# 数字测图
数字测图一种全解析、机助测图方法，即以数字的形式表达地形特征点的集合形态。数字测图实现了丰富的地形信息和地理信息数字化和作业过程的自动化或半自动化。尽可能地缩短野外测图时间，减轻野外劳动强度，而将大部分作业内容安排到室内去完成。与此同时，将大量手工作业转化为电子计算机控制下的机械操作，这样不仅能减轻劳动强度，而且不会降低观测精度。

## 数字测图的优点

### 数字测图使大比例尺测图走向自动化
数字测图使野外测量自动记录，自动解算处理，自动成图、绘图。数字测图与传统的白纸测图相比，不但效率高，劳动强度小，錯誤機率小，绘制的地图也精确、美观、规范。

### 数字测图使大比例尺测图走向数字化
图的信息都以数字的形式描述，多用戶共享。
1. 自动提取点位坐标、两点距离、方位以及地块面积
2. 可转CAD、GIS
3. 分层处理、便于更新

### 数字测图使大比例尺测图实现高精度
白纸测图的精度取决于：比例尺的精度
数字测图的精度取决于：仪器的精度